# Stenaelurillus triguttatus
Stenaelurillus triguttatus är en spindelart som beskrevs av Simon 1886. Stenaelurillus triguttatus ingår i släktet Stenaelurillus och familjen hoppspindlar. Inga underarter finns listade i Catalogue of Life.